# حمام يلبغا
حمام يلبغا هو حمام عام يعود إلى العصر المملوكي يقع في مدينة حلب، سوريا. بني في عام 1491 من قبل أمير حلب سيف الدين يلغبا الناصري.